# Charlie Winston
Charlie Winston Gleave (Bungay, 14 settembre 1978) è un cantautore britannico.

## Biografia
Nel 2007 è stato in tour con Peter Gabriel.
Il suo album di debutto, Make Way, è stato descritto come "ispirato e seduttivo".

Il suo secondo album, Hobo, ha avuto molto successo in Francia, ed il primo singolo estratto Like a Hobo è stato in vetta alle classifiche francesi per una settimana l'11 aprile 2009.

Nel 2010 Winston ha vinto la European Border Breakers Award come 'Miglior artista inglese in Europa'. Nel 2012 ha collaborato con il musicista Saule nel brano Dusty Men, raggiungendo una discreta notorietà anche in Italia in quanto il brano è stato utilizzato per campagne pubblicitarie.
Nel novembre 2014 viene pubblicato Curio City disponibile su supporto fisico solo in USA e Canada, mentre nel resto del mondo in formato digitale per il download. Il singolo che ha anticipato di qualche giorno l'uscita dell'album è stato Lately.
Il 18 novembre 2016 viene pubblicato, solo per il download, un EP dal titolo UnderCover contenente 4 cover tra cui Back To Black di Amy Winehouse e la sua Kick The Bucket.
Nel 2018 pubblica l'album Square 1.

## Discografia
- 2007 - Mischifus
- 2007 - Make Way
- 2009 - Hobo
- 2011 - Running Still
- 2015 - Curio City
- 2016 - UnderCover (EP)
- 2018 - Square 1